# 砂苋
砂苋（学名：Allmania nodiflora）为苋科砂苋属的植物。分布在马来西亚、菲律宾、印度、越南以及中国大陆的海南等地，多生长在低海拔的旷野砂地及海岸砂滩上，目前尚未由人工引种栽培。

## 别名
阿蔓苋（中国种子植物科属词典） 虾公草（海南）